# 潘帕盧斯薩爾火山
20°51′S 68°12′W / 20.85°S 68.20°W
潘帕盧斯薩爾火山是玻利維亞的火山，位於該國西南部，由波托西省負責管轄，屬於安第斯山脈的一部分，海拔高度5,543米，山體在全新世形成。